# Anrê Nguyễn Văn Nam
Anrê Nguyễn Văn Nam (22 tháng 2 năm 1922 – 16 tháng 3 năm 2006) là một giám mục Công giáo Rôma người Việt Nam. Ông từng đảm trách cương vị giám mục chính tòa Giáo phận Mỹ Tho trong vòng 10 năm, từ năm 1989 đến năm 1999. Khẩu hiệu giám mục của ông là "Vui mừng trong Thánh Giá Chúa Kitô".
Nguyễn Văn Nam sinh năm 1922 tại Sài Gòn. Sau quá trình tu học tại Tiểu chủng viện Thánh Phanxicô Xaviê Sài Gòn và Đại chủng viện Thánh Giuse Sài Gòn, chủng sinh Nam được thụ phong linh mục tháng 3 năm 1952. Trong khoảng thời gian đầu tiên trong tư cách linh mục, linh mục Nam được bổ nhiệm đảm nhiệm các chức vụ trong thời gian rất ngắn, là linh mục phó giáo họ Thủ Đức và sau đó là giáo họ An Đức. Năm 1954, ông được thuyên chuyển làm linh mục chính sở Bình Trưng và Đông Hòa, cùng hỗ trợ các sinh hoạt tôn giáo cho các giáo họ lân cận cho đến năm 1972 khi được chọn làm linh mục quản nhiệm họ Lương Hoà Hạ và Lương Hòa Thượng. Thời kỳ làm linh mục, ông được ghi nhận đã sống một đời sống khó nghèo để hỗ trợ những người xung quanh, không phân biệt quan điểm tôn giáo và chính trị.
Với hoàn cảnh xã hội thay đổi, tháng 6 năm 1975, linh mục Nguyễn Văn Nam được chọn và tấn phong chức giám mục phó Giáo phận Mỹ Tho. Trên cương vị giám mục phó và sau này là giám mục chính tòa kể từ năm 1989, ông thường thực hiện các chuyến thăm viếng giản dị đến các họ đạo ở những vị trí hẻo lánh, xa xôi. Sau khi trở thành giám mục chính tòa, ông cải tổ giáo phận cũng như Tòa giám mục, đặc biệt trong giai đoạn sau khi Việt Nam bước vào thời kỳ Đổi Mới. Sau mười năm quản lý giáo phận, Giám mục Nguyễn Văn Nam hồi hưu năm 1999 và qua đời tại Thành phố Hồ Chí Minh vào năm 2006.

## Thân thế và tu tập
Anrê Nguyễn Văn Nam sinh ngày 22 hoặc 24 tháng 2 năm 1922 tại Thanh Mỹ An, Thạnh Mỹ hoặc Thị Nghè, Sài Gòn. Thông tin về ngày sinh và sinh quán có nhiều mâu thuẫn: Theo thông tin từ Văn phòng Tòa giám mục Mỹ Tho xuất bản vào năm 2020, Giám mục Anrê Nguyễn Văn Nam sinh ngày 22 tháng 2 năm 1922 tại Thạnh Mỹ, Gia Định Sài Gòn, thuộc họ đạo Thị Nghè (nay thuộc Tổng giáo phận Thành phố Hồ Chí Minh). Theo thông tin trong sách Hội đồng Giám mục Việt Nam 1980 – 2000, Giám mục Nguyễn Văn Nam sinh ngày 24 tháng 2 năm 1922 tại Thạnh-Mỹ-An. Giám mục Nam được ghi nhận là giám mục xuất thân từ Giáo xứ Thị Nghè, nay thuộc Tổng giáo phận Thành phố Hồ Chí Minh. Cùng xuất thân từ giáo xứ này còn có Giám mục Giuse Võ Đức Minh. Giáo xứ Búng thuộc Giáo phận Phú Cường cũng được ghi nhận là giáo xứ xuất thân của Giám mục Nam. Cùng xuất thân từ giáo xứ này còn có Giám mục Phanxicô Xaviê Trần Thanh Khâm.
Cậu bé Nam bắt đầu con đường tu trì của mình bằng việc theo học Tiểu chủng viện Thánh Phanxicô Xaviê Sài Gòn. Chủng sinh Nguyễn Văn Nam đã bị chủng viện cho về, vì cậu mắc bệnh sau khi mới nhập học chủng viện khoảng một đến hai năm và bản thân học lực của cậu là không tốt. Linh mục chính xứ Thị Nghè đã can thiệp xin cho cậu tiếp tục tu học, do nhận thấy cậu có nhiều đức tính tốt cũng như bản tính kiên trì. Sau khi nhập học trở lại, chủng sinh Nam hoàn thành chương trình Tiểu chủng viện và Đại chủng viện Sài Gòn.

## Thời kỳ linh mục
Chủng sinh Nguyễn Văn Nam được thụ phong linh mục vào ngày 29 tháng 3 năm 1952, với tư cách linh mục Hạt Đại diện Tông Tòa Sài Gòn. Sau khi được thụ phong, tân linh mục đảm trách vai trò linh mục phó giáo họ Thủ Đức. Một năm sau đó, ông được chuyển về làm linh mục phó giáo họ An Đức và cũng đảm trách công việc mục vụ trong thời gian ngắn trước khi được thuyên chuyển làm linh mục chính sở họ Bình Trưng và Đông Hoà vào năm 1954. Hai họ đạo Bình Trưng và Đông Hòa vốn thuộc về vùng "xôi đậu" nguy hiểm trong chiến sự. Tại Đông Hòa, linh mục Nam đã tiến hành mua đất nhằm mục đích phát triển họ đạo (năm 1958), di dời Nhà thờ từ vườn cây ra gần đường lộ để giáo họ thuận tiện phát triển. Tại giáo họ này, ông cũng cho xây cất Nhà Bác Ái (hoàn tất năm 1960) để nuôi dưỡng các trẻ em mồ côi.  Theo thông tin từ Văn phòng Tòa giám mục Mỹ Tho, linh mục Nam nhận nhiệm vụ tại Bình Trưng vào năm 1955, và đã mua nửa công đất đai tại ấp Vĩnh Quý, xã Vĩnh Kim, cũng như tiến hành dời nhà nguyện Vĩnh Kim (nay là họ đạo Vĩnh Kim) đến vùng đất mới mua này. Linh mục Nam cũng là linh mục hỗ trợ mục vụ (sinh hoạt tôn giáo) cho họ đạo này từ năm 1955 đến năm 1972. Trong thời gian quản lý họ đạo Bình Trưng, vì hoàn cảnh chiến sự, nhà thờ họ đạo từng bị đánh sập do bị thả bom và các giáo dân tản cư nhằm trốn tránh chiến sự.
Từ năm 1968, vì hoàn cảnh chiến sự, linh mục Nam dùng khu đất của họ đạo để giúp đỡ người dân tản cư tránh chiến sự. Tại Bình Trưng, linh mục Nam cho tu sửa nhà thờ. Ngoài hai xứ Bình Trưng và Đông Hòa, linh mục Nguyễn Văn Nam sau đó kiêm nhiệm quản lý họ đạo Bà Nhan, có vị trí địa lý cách họ đạo Đông Hòa 9 km, do họ đạo này thiếu linh mục quản lý từ năm 1954, cũng do hoàn cảnh chiến sự. Giồng Cát, một họ đạo khác cách Đông Hòa 6 km cũng được linh mục Nam kiêm nhiệm quản lý kể từ năm 1958. Tại họ đạo này, nhiều người đã quyết định theo đạo Công giáo trong thời gian linh mục Nam quản nhiệm. Ông cũng thường giúp đỡ các người nghèo khó, không phân biệt quan điểm chính trị của họ.
Từ năm 1966, linh mục Nguyễn Văn Nam kiêm thêm quản lý họ đạo Bằng Lăng, với vị trí cách xa họ đạo Đông Hòa 40 km, với nguyên do chiến sự đã khiến linh mục quản lý rời nhiệm sở. Cụ thể, linh mục Nam đã đến giúp cử hành các bí tích cho giáo họ này. Thời kỳ chiến tranh, giai đoạn từ năm 1960 đến năm 1975, linh mục Nguyễn Văn Nam được các linh mục khác nhờ cậy và đích thân mình đến thăm các họ đạo trong vùng chiến sự nguy hiểm cũng như các địa điểm thuộc các địa bàn xa xôi cách trở. Trong một dịp đi giảng tĩnh tâm, linh mục Nam và một số thiếu nhi đã tiến sang vùng đất thuộc Campuchia để cầu nguyện cho người dân đất nước này, với mong muốn cho họ nhận biết Thiên Chúa cũng như có được bình an. Trong thời kỳ quản lý giáo họ Đông Hòa và Giồng Cát, nhiều lần linh mục Nam hỗ trợ các binh lính du kích [Cách mạng], trong đó có lần ngừng giảng giáo lý, hỗ trợ các binh lính đang trú trong nhà xứ ngồi giữa nhà thờ và nhờ giáo dân hỗ trợ họ thoát khỏi tra vấn của binh lính Việt Nam Cộng hòa.
Sau 18 năm đảm trách các chức vụ tại Bình Trưng và Đông Hòa, linh mục Nguyễn Văn Nam được thuyên chuyển, đảm nhận vai trò linh mục quản nhiệm họ Lương Hoà Hạ và Lương Hòa Thượng,  kể từ năm 1972. Ông đã đảm nhận chức vụ tại Lương Hòa Hạ cho đến năm 1975. Các giáo dân thuộc các giáo xứ linh mục Nam quản nhiệm đều ghi nhận sự giản dị của linh mục Nam, cùng việc linh mục này sống khắc khổ trong tình trạng thiếu thốn và đầy khó khăn, vì ông cho đi các tài sản và tiền bạc cho mọi người, không phân biệt tôn giáo của họ.

## Thời kỳ giám mục

### Bổ nhiệm và tấn phong
Với những chuyển biến xã hội sau ngày 30 tháng 4 năm 1975 và những yếu tố riêng của Giáo phận Mỹ Tho, Giám mục chính tòa Giuse Trần Văn Thiện chọn một giám mục phó để hỗ trợ mình trong công tác mục vụ. Giám mục Thiện đã đề cử linh mục Anrê Nguyễn Văn Nam cho chức giám mục phó, do linh mục này có những đức tính tận tụy, khiêm tốn, giản dị và nhiệt thành trong việc truyền giáo. Giám mục Thiện cũng được dẫn lời đã chọn linh mục Nam làm giám mục vì theo ông, linh mục này hiền lành và có thể trạng ốm yếu, dễ dàng cho việc đi lại và gặp gỡ [cho mục đích sinh hoạt tôn giáo]. Giáo phận Mỹ Tho tính đến năm 1974 có 63.158 giáo dân (khoảng 3.8% dân cư trên địa bàn), 99 giáo xứ và họ đạo (trong đó có 41 giáo xứ) được coi sóc bởi 71 linh mục. Giáo phận cũng có 78 đại chủng sinh và 186 nữ tu vào thời điểm này. Về các cơ sở tôn giáo, [không kể các cơ sở là nhà thờ] còn có 4 cơ sở từ thiện và 88 trường tiểu-trung học.
Ngày 6 tháng 6 năm 1975, linh mục Nguyễn Văn Nam được Giáo hoàng Phaolô VI, thông qua các sắc lệnh của Thánh bộ Truyền giáo Tòa Thánh bổ nhiệm làm giám mục. Cùng trong ngày, giáo hoàng cũng chọn các tân Giám mục Emmanuel Lê Phong Thuận (giám mục phó Giáo phận Cần Thơ) và Giám mục Phanxicô Xaviê Nguyễn Quang Sách (giám mục phó Giáo phận Đà Nẵng). Tân Giám mục Nam được chọn làm giám mục hiệu tòa Puppi kiêm chức giám mục phó Giáo phận Mỹ Tho với quyền kế vị. Nhanh chóng sau đó, ngày 10 tháng 6 cùng năm, lễ tấn phong giám mục cho giám mục tân cử Nguyễn Văn Nam được tổ chức tại chủng viện Gioan XXIII. Cử hành nghi thức tấn phong cho tân giám mục là Giám mục chủ phong Giuse Trần Văn Thiện, giám mục chính tòa Giáo phận Mỹ Tho. Giám mục phụ phong là Giám mục chính tòa Giáo phận Phú Cường Giuse Phạm Văn Thiên. Tham dự buổi lễ tấn phong giám mục, có một số linh mục và chủng sinh đang theo học tại chủng viện.
Tân giám mục Nguyễn Văn Nam chọn cho mình khẩu hiệu: Vui lên! Hiệp thông vào cuộc khổ nạn của Đức Kitô, theo ghi nhận của tài liệu từ Tòa giám mục Mỹ Tho và sách Giáo hội Công giáo Việt Nam Niên Giám 2004. Trên thực tế, khẩu hiệu giám mục của Giám mục Nam được ghi nhận có nhiều biến thể: Vui mừng trong Thánh Giá, Vui mừng trong Thánh Giá Chúa Kitô (phiên bản trong Niên giám Công giáo Việt Nam 2016), sách Hội đồng Giám mục 1980–2000 và Giáo phận Ban Mê Thuột hoặc Ðược chia sẻ những đau khổ của Ðức Kitô bao nhiêu, anh em hãy vui mừng bấy nhiêu (1 Pr 4,13; theo linh mục Vũ Sĩ Hoằng).  Trong số ba tân giám mục Việt Nam được bổ nhiệm trong cùng ngày 6 tháng 6 năm 1975, Giám mục Nam là giám mục duy nhất không được cử hành lễ truyền chức trong cùng ngày ra thông báo.
Trong danh sách các giám mục Công giáo Việt Nam trên trang tin Hội đồng Giám mục Việt Nam, giám mục Nguyễn Văn Nam là giám mục thứ 45 tại quốc gia này. Tính theo tiêu chí ngày bổ nhiệm chức giám mục, Niên giám Công giáo Việt Nam 2016 cũng xếp giám mục Nam ở vị trí thứ 45. Tân giám mục Nguyễn Văn Nam là một số trong 12 tân giám mục do Tòa Thánh bổ nhiệm trong năm 1975, và một trong 13 tân giám mục được tấn phong chức giám mục trong năm này. Tính đến năm 2010, trong suốt lịch sử 350 năm của Giáo hội Công giáo hoạt động tại Việt Nam, chưa có năm nào số lượng giám mục mới gia tăng với số lượng lớn như vậy.

### Mục vụ
Từ năm 1975, chủng viện và chủng sinh Giáo phận Mỹ Tho bị tản mát khắp nơi. Trong hoàn cảnh khó khăn này, Giám mục Nguyễn Văn Nam đào tạo các chủng sinh còn lại và từ năm 1975 đến 1999 và giáo phận có thêm 23 linh mục. Kể từ sau khi trở thành giám mục phó, Giám mục Nam nhận nhiệm vụ đào tạo chủng sinh cho giáo phận Mỹ Tho. Do tình trạng khó khăn của chủng viện, Giám mục Nam đã chọn ba địa điểm nằm dọc theo dòng sông Vàm Cỏ Đông, gọi là ba cơ sở để các linh mục giáo sư đến giảng dạy. Chương trình này bị kết thúc do Giám mục Nam phải nhận nhiệm vụ mới vào cuối tháng 3 năm 1976, và bàn giao công việc đào tạo chủng sinh cho linh mục Đa Minh Nguyễn Văn Hiệu. Giám mục Nam đã thực hiện truyền chức cách lén lút (truyền chức chui) cho hàng chục tân linh mục, trong đó có nhiều linh mục dòng. Chính vì việc truyền chức này, bản thân giám mục được các cán bộ chính quyền mời đến làm việc sau [các] vụ việc. Giám mục Nam cho rằng việc truyền chức không xin phép là vì đã xin phép nhưng đợi cứu xét rất lâu trong khi giáo dân cần linh mục; do đó, vì tình thương giáo dân, ông đã quyết định truyền chức linh mục. Giám mục Nam cũng nhắc lại việc thời linh mục mình không cần xin phép để giúp đỡ các người khó khăn, trong đó có cả những người thuộc phía Cách Mạng.
Giám mục Trần Văn Thiện không có tên trong danh sách giám mục ký tên trong thông cáo chung của Hội nghị Hội đồng Giám mục miền Nam Việt Nam diễn ra vào giữa tháng 12 năm 1975. Giám mục Nguyễn Văn Nam đã đến dự cuộc họp và ký tên vào thông cáo chung đề ngày 20 tháng 12 năm 1975 sau khi cuộc họp kết thúc. Do hoàn cảnh xã hội, Giám mục chính tòa Trần Văn Thiện đã bàn giao toàn bộ việc thăm viếng mục vụ (kinh lý) trên toàn địa bàn giáo phận Mỹ Tho lại cho Giám mục phó Nguyễn Văn Nam. Giám mục Nam không ngại đường xá, giao thông không thuận lợi và có khi phải di chuyển bằng đường thủy, đến thăm các giáo điểm ở các địa điểm xa xôi. Một số chuyến thăm, Giám mục Nam quyết định ở lại các nhà giáo dân và ở mỗi địa điểm, giám mục đến thăm trong vài ngày, cùng sinh hoạt với giáo dân, dạy giáo lý, hỗ trợ việc tĩnh tâm,... Giám mục Nguyễn Văn Nam, với mong muốn đến với các họ đạo ở các vị trí trắc trở, xa xôi, đã quyết định đi bộ, cũng như các phương tiện như xe khách, xe đạp, đò, ghe xuồng, và cả xe lôi, xe bò. Đến với giáo dân, Giám mục Nguyễn Văn Nam luôn đội nón cối cyclô trắng, mang theo chùng thâm đã bạc màu, đi đường thường mang khoai lang để dùng bữa do thể trạng và có hàm răng yếu. Do những yếu tố này, các giáo dân gọi ông bằng biệt danh "ông lão nhà quê". Việc đón tiếp ăn uống cũng như sắp xếp chỗ nghỉ ngơi cho giám mục khi đến các xứ đạo cũng đơn giản, do Giám mục Nam coi việc ăn uống là bất đắc dĩ, cũng như chỗ nghỉ ngơi đơn giản. Giám mục Nam đã thực hiện các chuyến thăm viếng kể từ năm 1975 đến thời kỳ Đổi Mới năm 1986. Chính vì ăn mặc quê mùa và di chuyển [đến] bằng xích lô, Giám mục Nam đã bị đoàn người đón rước xua đuổi khi đến cử hành trao Bí tích Thêm Sức tại Nhà thờ Chợ Đũi.
Năm 1980, Giám mục Nguyễn Văn Nam là một trong số 33 giám mục tham dự Đại hội để thành lập Hội đồng Giám mục Việt Nam với tư cách là Hội đồng Giám mục của toàn quốc. Giám mục Nam là giám mục duy nhất đến từ Giáo phận Mỹ Tho tham gia Đại hội này. Cũng trong năm 1980, tất cả giám mục Việt Nam, chỉ trừ Giám mục Đa Minh Lê Hữu Cung đã thực hiện chuyến thăm Ad Liminia. Riêng Giám mục Nguyễn Văn Nam không tham dự hai chuyến viếng thăm Ad Liminia năm 1990 và 1995. Tác giả Trần Anh Dũng, trong sách Thoáng nhìn Giáo hội Công giáo Việt Nam (1533 – 2010) cho rằng Giám mục Nam có tham dự chuyến viếng thăm Ad Liminia vào năm 1990. Trong chuyến thăm đầu tiên vào năm 1980, ngoài mua các ảnh tượng, Giám mục Nam còn dùng nguồn tài chính để mua giấy bóng màu nhằm phân phát cho các họ đạo [trong giáo phận] làm lồng đèn cho dịp Lễ Giáng sinh.
Ngày 24 tháng 2 năm 1989, Giám mục chính tòa Giuse Trần Văn Thiện qua đời, giám mục phó Nam đương nhiên kế nhiệm và nhậm chức giám mục chính tòa của Giáo phận Mỹ Tho. Với việc kế nhiệm này, Giám mục Nam trở thành giám mục thứ hai quản lý giáo phận này kể từ khi nó được chính thức thiết lập vào năm 1960. Trên thực tế, chính quyền không công nhận sự kế vị của Giám mục Nguyễn Văn Nam, tức không công nhận chức giám mục chính tòa của ông. Sau cuộc gặp giữa phái đoàn Thứ trưởng Tòa Thánh và các quan chức Việt Nam vào tháng 2 năm 1993, chính quyền chính thức công nhận Giám mục Nam là giám mục chính tòa Mỹ Tho.
Trong thời gian quản nhiệm, Giám mục Nam tuy sức khỏe hạn chế nhưng trong các chuyến đi mục vụ thường đi bộ, xe trâu và tắc ráng bất kể thời gian: trong mùa nắng gắt và kể cả mùa lũ. Từ năm 1975, Tòa giám mục chỉ có một linh mục lo liệu. Từ tháng 8 năm 1992, Giám mục Nguyễn Văn Nam đã phân chia công việc để 3 linh mục hỗ trợ tại Tòa giám mục, cũng như thiết lập Hội đồng Linh mục [Giáo phận Mỹ Tho]. Ông cũng cho thiết lập Hội đồng Tư vấn, các Ban Mục vụ Giáo phận và tổ chức lại Tòa giám mục theo quy định của Giáo luật Giáo hội Công giáo Rôma. Từ năm 1993, các linh mục họp tĩnh tâm một ngày mỗi quý, cũng như triển khai đào tạo ca viên cho các ca đoàn họ đạo. Cá nhân Giám mục Nam không cho phép một số linh mục trẻ đi du học, vì cho rằng cần các linh mục lo phần hồn cho giáo dân trong điều kiện thiếu linh mục của giáo phận. Giám mục Nam cũng dành nhiều tâm huyết cho việc phát triển và mở mới các giáo điểm truyền giáo và dành nguồn ngân khoản cho mục đích này.
Vì tán thành việc lưu hành tài liệu bị tuyên là "tuyên truyền phản cách mạng" của một linh mục và một nữ tu trong Phong trào Thánh Mẫu, Giám mục Nguyễn Văn Nam bị Tòa án Nhân dân Thành phố Hồ Chí Minh tuyên phạt hai năm tù treo, trong một phiên tòa giữa tháng 8 năm 1990. Nhân dịp Uỷ ban Đoàn kết Công giáo Việt Nam tổ chức Đại hội lần thứ II vào tháng 10 năm 1990, Giám mục Nam gửi thư chúc Đại hội thu nhiều kết quả, nhằm mục đích giúp cho đời sống giáo dân thêm "tốt đạo, đẹp đời".
Với nhu cầu tu sửa các nhà thờ mà từ năm 1975 thiếu điều kiện xây dựng và tu sửa, kể từ năm 1992, Giám mục Nguyễn Văn Nam ký đơn xin chính quyền tỉnh Tiền Giang để đề bạt nguyện vọng [tu sửa các cơ sở tôn giáo]. Một số nhà thờ ở hai tỉnh Đồng Tháp và Long An cũng được xây dựng và tu sửa. Nhằm mục đích hỗ trợ các giáo xứ không đủ khả năng tái thiết nhà thờ, ông cho thành lập Ban Tái Thiết giáo phận để hỗ trợ. Về phần đời sống địa phương, Giám mục Nam hỗ trợ các linh mục thuộc Vùng Đồng Tháp Mười trong việc cải tạo đất nông nghiệp. Những việc làm cụ thể gồm: đào 5 con kênh dẫn nước và xả phèn, khai hoang mở rộng diện tích đất canh tác, và hỗ trợ về nguồn vốn (Tòa giám mục Mỹ Tho đảm nhiệm với sự hỗ trợ từ tổ chức từ thiện Miserior) cũng như kỹ thuật để tăng vụ.
Năm 1992, Giám mục Nguyễn Văn Nam xin chính quyền tỉnh Tiền Giang cấp phép mở lớp học bổ túc ngôn ngữ và lớp học tình thương cho các học sinh còn yếu kém tại địa phương tại Tòa giám mục Mỹ Tho. Giám mục cũng dự định mở phòng phát thuốc miễn phí cũng như ký túc xá cho học sinh có hoàn cảnh khó khăn. Đơn xin này không được chấp thuận. Một năm sau đó, Giám mục Nguyễn Văn Nam cho lập phòng khám cũng như hỗ trợ thuốc miễn phí cho trẻ em. Lớp cắt may hỗ trợ người nghèo cũng được mở. Tuy các thiết bị cũng như nguồn thuốc đã chuẩn bị, các dự án này bị ngưng lại. Thông tin từ Tòa giám mục Mỹ Tho cho biết nguyên nhân của việc đình chỉ đến thời điểm năm 2020 vẫn chưa rõ ràng. Năm 1997, Giám mục Nguyễn Văn Nam cho tái thiết nhà thờ giáo xứ Ba Giồng, về sau là trung tâm hành hương kính các thánh tử đạo Công giáo Việt Nam của giáo phận Mỹ Tho.
Sau khi chính quyền chính thức công nhận Giám mục Nam là giám mục Mỹ Tho vào giữa tháng 2 năm 1988, ngày 22 tháng 3 năm 1993, Tòa Thánh bổ nhiệm linh mục Gioan Baotixita Phạm Minh Mẫn làm giám mục phó với quyền kế vị Giám mục Nguyễn Văn Nam. Linh mục Mẫn vốn là Giám đốc Đại chủng viện Liên giáo phận đặt tại Cần Thơ. Tân giám mục đã được tấn phong vào tháng 8 cùng năm. Tuy vậy, tháng 3 năm 1998, Tòa Thánh bổ nhiệm Giám mục Mẫn làm Tổng giám mục Tổng giáo phận Thành phố Hồ Chí Minh.
Giám mục Nam nhiều lần cho biết ông sợ các linh mục và các đòi hỏi của họ mà ông không thể đáp ứng, khiến ông rất buồn và đau khổ. Giám mục cho biết ông trông đợi vào lời cầu nguyện và Thiên Chúa giúp ông quản trị giáo phận. Do tính cả tin, nhiều lần Giám mục Nam bị lừa gạt và bị mất cắp bởi nhiều người theo Công giáo và không theo Công giáo, cũng như giúp việc và những người mang danh phận "con cái" của mình. Trên phương diện quản lý mục vụ Giáo phận, Giám mục Nguyễn Văn Nam chú trọng công tác giảng dạy giáo lý và đào tạo những giáo lý viên có trình độ. Đối với các giáo họ và giáo điểm tại các vùng cù lao, Giám mục Nguyễn Văn Nam ngoài giảng dạy giáo lý, còn tổ chức các lớp dạy văn hóa cho thiếu nhi.
Trong Hội đồng Giám mục Việt Nam, ngoài việc tham dự Đại hội thành lập Hội đồng Giám mục Việt Nam thống nhất trong cả nước, Giám mục Nguyễn Văn Nam được ghi nhận vắng nhiều cuộc họp, ví dụ: Họp Thường Niên (tháng 10 năm 1993), Đại hội Hội đồng Giám mục Việt Nam (tháng 10 năm 1995).

### Hưu dưỡng và qua đời
Ngày 9 tháng 12 năm 1996, Giám mục Nguyễn Văn Nam viết thư từ nhiệm chức giám mục chính tòa. Giám mục Nam nghỉ hưu vào ngày 26 tháng 3 năm 1999, cùng ngày Tòa Thánh bổ nhiệm Linh mục Phaolô Bùi Văn Đọc, bấy giờ là Tổng Đại diện Giáo phận Đà Lạt làm tân giám mục chính tòa Giáo phận Mỹ Tho. Lễ tấn phong cho tân giám mục diễn ra vào ngày 20 tháng 5 cùng năm. Giám mục Nguyễn Văn Nam kết thúc 10 năm quản lý giáo phận [trong tư cách chính tòa] kể từ năm 1989. Sau khi về hưu, ông nghỉ hưu tại Tòa giám mục Mỹ Tho. Giáo phận Mỹ Tho, theo số liệu công bố vào tháng 10 năm 1999, có 100.750 giáo dân, 79 linh mục, 200 nữ tu và 35 chủng sinh.
Ngày 16 tháng 3 năm 2006, Giám mục Nguyễn Văn Nam qua đời tại Bệnh viện Chấn thương Chỉnh hình, Thành phố Hồ Chí Minh, hưởng thọ 84 tuổi. Lễ an táng cố Giám mục Nguyễn Văn Nam được cử hành sau đó vào ngày 20 tháng 3, do Trưởng Giáo tỉnh Sài Gòn – Hồng y, Tổng giám mục đô thành Tổng giáo phận Thành phố Hồ Chí Minh Gioan Baotixita Phạm Minh Mẫn chủ sự. Đồng tế có Giám mục kế nhiệm Phaolô Bùi Văn Đọc, Tổng giám mục Huế Stêphanô Nguyễn Như Thể và ba giám mục khác từ các giáo phận Vĩnh Long, Phan Thiết và Kon Tum. Cùng đồng tế, trừ các linh mục Tổng Đại diện, Giám tỉnh và Bề Trên còn có 120 linh mục đến từ trong và ngoài Mỹ Tho. Bài giảng cho Hồng y Mẫn chủ sự, trong khi nghi thức tiễn biệt do Giám mục Đọc chủ sự. Lễ an táng cố Giám mục Nam được khoảng 4.000 người tham dự, gồm giáo dân, chủng sinh và tu sĩ. Tổng trưởng Bộ Truyền Giáo Tòa Thánh Crescenzio Sepe cũng gửi điện thư chia buồn, công bố trong tang lễ cố giám mục. Tuy mong ước của cố giám mục là chôn cất tại giáo xứ Giồng Cát, hoặc đơn giản là cuốn chiếu thi hài và chôn ở một cái cồn hoặc nơi hẻo lánh, thi hài cố giám mục được an táng tại khuôn viên Tòa giám mục Mỹ Tho.
Vào thời điểm năm 2010, nhân dịp khánh thành Nhà truyền thống giáo phận Mỹ Tho, các hiện vật liên quan đến cố Giám mục Nguyễn Văn Nam được trưng bày trong Nhà Truyền thống [Giáo phận Mỹ Tho], bao gồm Chén Thánh, mũ và gậy mục tử.

## Tông truyền
Giám mục Anrê Nguyễn Văn Nam được tấn phong giám mục năm 1975, thời Giáo hoàng Phaolô VI, bởi:
- Giám mục chủ phong: Giám mục chính tòa Giáo phận Mỹ Tho Giuse Trần Văn Thiện.
- Giám mục phụ phong: Giám mục chính tòa Giáo phận Phú Cường Giuse Phạm Văn Thiên.[5]
- Hai linh mục trợ phong: Antôn Le Quang Thanh và Đa Minh Nguyễn Van Hieu.

Dưới đây là sơ đồ tính Tông truyền từ giám mục Việt Nam đầu tiên được giám mục ngoại quốc chủ phong cho đến đời Giám mục Nguyễn Văn Nam.
Giám mục Anrê Nguyễn Văn Nam là giám mục phụ phong cho:
- Năm 1975, Giám mục Raphael Nguyễn Văn Diệp, cố giám mục phó Giáo phận Vĩnh Long.